# تشارلز وود (كاتب)
تشارلز وود (بالإنجليزية: Charles Wood)‏ هو كاتب سيناريو بريطاني، ولد في 6 أغسطس 1932 في سان بيتر بورت في غيرنزي.

## وصلات خارجية
- تشارلز وود على موقع IMDb (الإنجليزية)
- تشارلز وود على موقع ألو سيني (الفرنسية)
- تشارلز وود على موقع أول موفي (الإنجليزية)
- تشارلز وود على موقع قاعدة بيانات الأفلام السويدية (السويدية)
- تشارلز وود على موقع قاعدة بيانات الفيلم (الإنجليزية)
- تشارلز وود على موقع كينوبويسك (الروسية)